# Ліцей

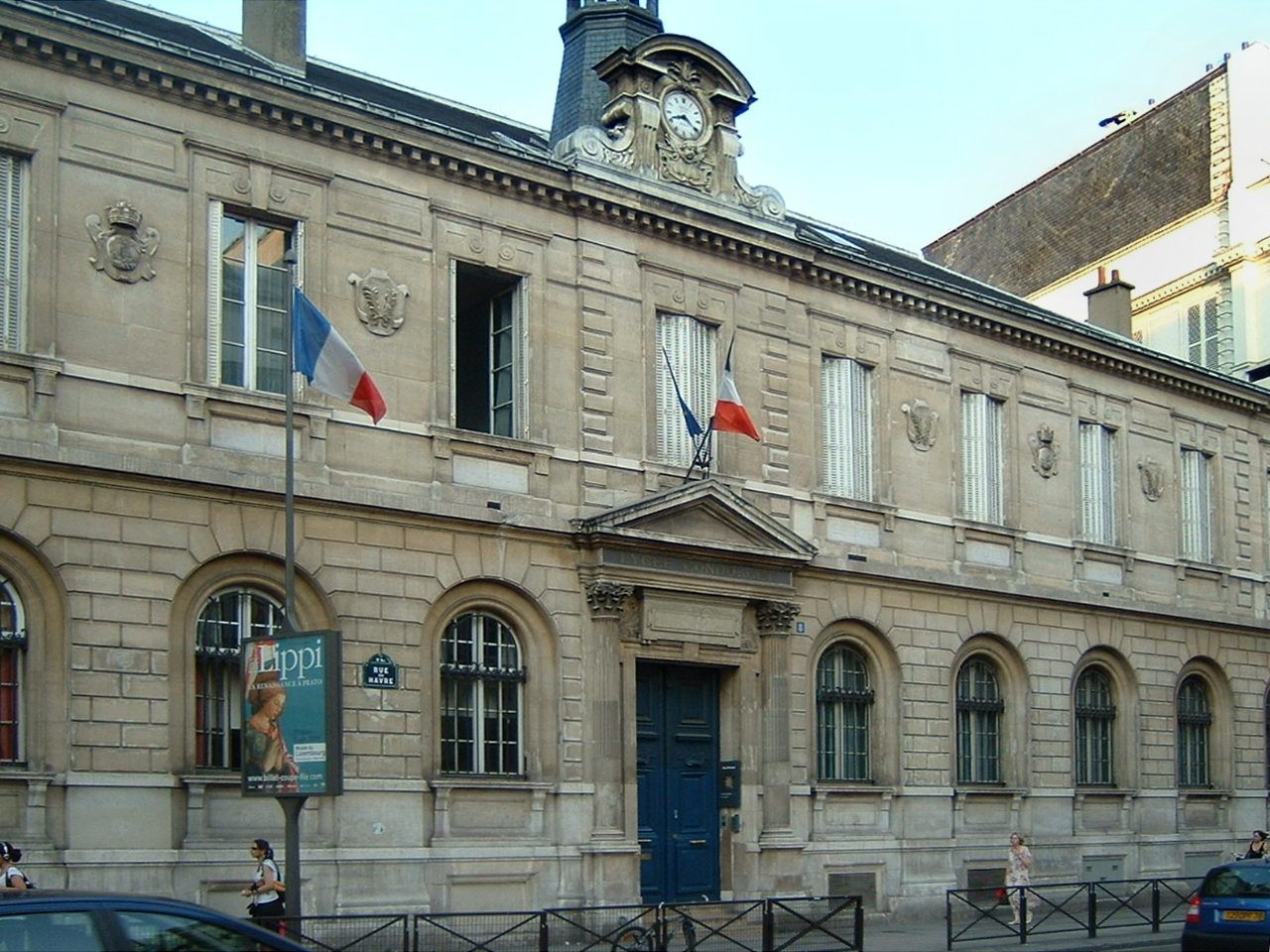
Ліцей Кондорсе, Париж.

Ліцей — навчальний заклад середньої базової освіти. Назва походить від грец. Λύκειον — район на околиці Стародавніх Афін, де був зведений давній храм Аполлона Лікейського. В афінському лікеї викладав своїм учням Арістотель.
В 18-19 століттях (до 1917) ліцеєм називався тип середнього і вищого навчального закладу. Нині в Україні ліцей — загальноосвітній навчальний заклад, що забезпечує здобуття профільної середньої освіти (1 — 11 класи).

## ЛіцеїУкраїни

Ніжинський юридичний ліцей (1840-1875).

- Ліцей № 256 "SMART" Оболонського району
- Бучацький ліцей
- Вінницький технічний ліцей
- Дрогобицький педагогічний ліцей
- Дубровицький ліцей
- Житомирський професійний політехнічний ліцей
- Києво-Печерський ліцей № 171 «Лідер»
- Київський природничо-науковий ліцей №145
- Київський спортивний ліцей-інтернат
- Коломийський ліцей №1 імені Василя Стефаника

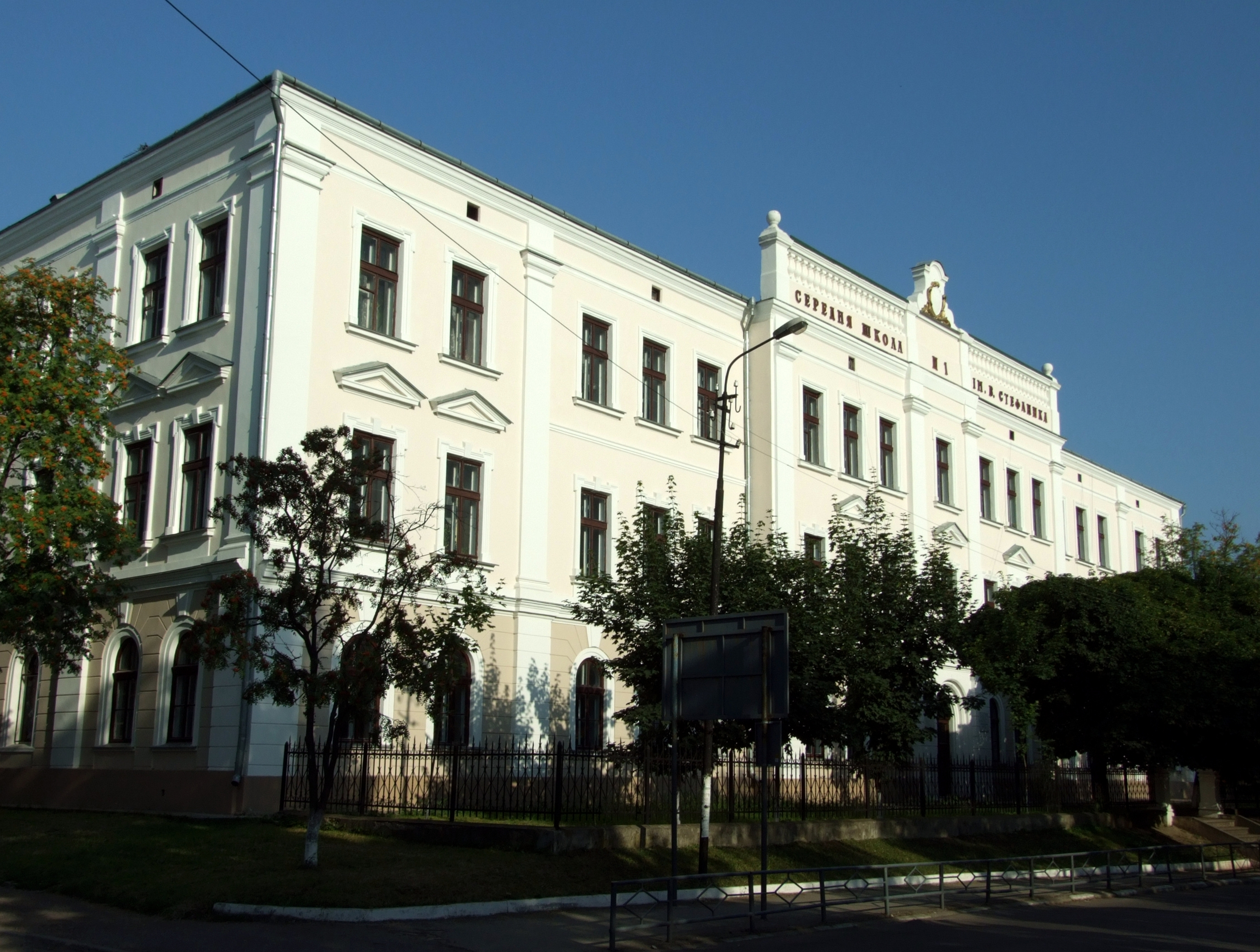
Коломийський ліцей №1 імені Василя Стефаника.

- Кременецько-Волинський ліцей (1918-1933)
- Львівський ліцей з посиленою військово-фізичною підготовкою імені Героїв Крут
- Львівський економічний ліцей
- Львівський технологічний ліцей
- Львівський фізико-математичний ліцей
- Ліцей «ЕКО» № 198, (м. Київ)
- Ліцей інформаційних технологій № 79, Київ
- НВК "Ліцей - ЗОШ І-ІІІ ст. "ЛІДЕР" , Сміла
- НВК "РОЛІ", Рівне
- Липецькополянський ліцей N 1
- Ніжинський ліцей Ніжинської міської ради при НДУ імені М. Гоголя (1840—1875)
- Ніжинський обласний педагогічний ліцей
- Рішельєвський ліцей (1817—1875)
- Тернопільський технічний ліцей
- Технічний ліцей Національного технічного університету України «Київський політехнічний інститут»
- Український гуманітарний ліцей
- Український фізико-математичний ліцей Київського національного університету імені Тараса Шевченка
- Політехнічний ліцей НТУУ КПІ
- Ліцей «Інтелект»
- Черкаський гуманітарно-правовий ліцей
- Чернівецький міський ліцей №3
- Чернігівський ліцей № 15
- Чернігівський ліцей №22